# Giuseppe Scalarini
Giuseppe Scalarini (Mantova, 29 gennaio 1873 – Milano, 30 dicembre 1948) è stato tra i maggiori caricaturisti e disegnatori satirici italiani.
Tra i primi creatori italiani della vignetta satirica politica, fondò i giornali Merlin Cocai e La Terra e dal 1911 collaborò al quotidiano del Partito Socialista Italiano, l'Avanti!. Anticapitalista e antimilitarista, fu perseguitato dal fascismo.

## Biografia
Nacque a Mantova il 29 gennaio 1873, primo figlio, col gemello Primo, di Virginia Lonardi (n. 1845) e Rainero Scalarini (1840-1898), un impiegato delle ferrovie che aveva combattuto nelle campagne risorgimentali dal 1859 al 1866. Seguirono poi le sorelle Francesca e Dina, e il fratello Enrico. Terminati nel 1888 gli studi tecnici, nel 1890 inviò a una mostra alcuni disegni che ebbero una favorevole recensione dalla Provincia di Mantova. In quell'occasione conobbe Ivanoe Bonomi, cui rimarrà legato d'amicizia per tutta la vita, malgrado i successivi dissensi politici. Con lui e pochi altri fondò in quell'anno un'effimera Società letteraria.
Nel 1891 trovò un impiego alla Direzione delle Ferrovie di Firenze, città che favoriva la sua passione per l'arte. Il centro della cultura e dell'arte moderna era allora Parigi e Scalarini, il 17 febbraio 1892, partì per la capitale francese e vi rimase per un mese e mezzo. Tornato in Italia, riuscì a impiegarsi come disegnatore nell'Impresa Cecchini di Borgo San Lorenzo. La sua aspirazione era dedicarsi al giornalismo e al disegno satirico, incoraggiata dalle sue convinzioni politiche socialiste, comunicate all'amico Bonomi e da questi condivise.
Tornato a Mantova nel 1894, fece un secondo, breve viaggio a Parigi, dopo il quale fu assunto all'Ufficio del catasto di Mantova. Chiamato a svolgere il servizio militare a Venezia, s'iscrisse all'Accademia di Belle Arti, e alla fine della ferma militare, nel gennaio del 1896, s'impiegò al catasto di Udine. Intanto, continuava a proporre a vari giornali vignette e caricature: gliene pubblicarono La Rassegna di Roma, la Scena illustrata di Firenze e anche i Fliegende Blätter di Monaco.
A Udine rimase soltanto quattro mesi. Tornato ancora a Mantova, vi fondò il settimanale illustrato Merlin Cocai, il cui primo numero uscì il 1º novembre 1896. Diretto da Dante Bianchi, aveva solo quattro pagine, delle quali le due interne erano riempite dalle vignette di Scalarini, ed era ispirato a idee radicali e socialiste. In calce ai suoi disegni, compare la caratteristica firma di Scalarini: una scala seguita dalle due sillabe finali del suo cognome. Nel marzo del 1897, nel ballottaggio dei collegi elettorali di Mantova e provincia, il giornale si schierò contro i candidati del «partito malfattore» del «brigante Crispi», che non vennero eletti.
Continuò a disegnare per il Merlin Cocai anche quando si trasferì a Bologna per lavorare nella litografia Wenk. A Bologna ritrovò Bonomi e due amici di Venezia, con i quali progettò un giornale che abbinasse cultura e umorismo. Non se ne fece nulla, ma il 1º maggio 1898, con Bonomi e Giovanni Zibordi (1870-1943), fondò La Terra, il primo giornale dichiaratamente socialista pubblicato a Mantova. Fu l'anno in cui un'ondata di proteste percorse la penisola contro le politiche economiche dei governi che penalizzavano le classi popolari e che raggiunse il culmine con la sommossa di Milano, repressa a cannonate dal generale Bava Beccaris. Seguirono gli arresti e i processi tenuti dai tribunali militari, che colpirono soprattutto i militanti socialisti. Quasi l'intera redazione romana dell'Avanti ! fu arrestata e Filippo Turati fu condannato a dodici anni di carcere. Anche Scalarini finì a giugno sotto processo per le sue vignette. Il Merlin Cocai fu soppresso e Scalarini, condannato, si sottrasse all'arresto fuggendo in Austria.

Scalarini nella redazione dell'Avanti !

A Windischgraz trovò un impiego e una commissione dalla Casa editrice Larousse. Mandò anche suoi disegni al periodico bolognese l'Italia ride. Nell'agosto del 1900 si trasferì a Berlino, dove lavorò per i Lustige Blätter e per i Fliegende Blätter. Espulso il 17 febbraio 1901 dalla Germania su richiesta del governo italiano, riparò prima a Londra e poi in Belgio. Da Bruxelles fu ancora espulso in marzo e passò in Lussemburgo e poi a Metz. Qui seppe dell'amnistia intervenuta in Italia e rientrò a Mantova. Nel maggio del 1902, per lavorare nell'Impresa Brunetti, si trasferì in Istria, a Grisignana, dove conobbe Carla Pozzi, detta Carolina, che divenne la compagna della sua vita. Scalarini non credeva nel matrimonio - la sposerà solo nel 1942, per esaudire il desiderio espresso in punto di morte da Carolina - ma chiese al signor Pozzi, il 5 giugno 1902, il permesso di vivere con sua figlia. Dalla loro unione nasceranno cinque figlie: Virginia, Francesca, Rainera, Claudina e Giuseppina.
Tornato ancora a Mantova nell'agosto del 1903, ripubblicò dal 20 settembre il Merlin Cocai. Nel 1908 s'impiegò nelle Ferrovie del Ticino e riprese la collaborazione con i Lustige Blätter e i Fliegende Blätter, oltre a iniziarne una con Il Pasquino di Torino. Fu nel 1911 che la sua carriera e la sua fama ebbero una svolta. Il Partito socialista rifinanziò l'Avanti !, trasferendone la sede da Roma a Milano e affidandone la direzione a Claudio Treves. Scalarini si presentò dal capo-redattore Nino Mazzoni, suo vecchio amico, proponendogli i suoi disegni: il 22 ottobre apparve sul quotidiano socialista la prima vignetta, una consuetudine durata fino al 10 gennaio 1926, qualche mese prima che il giornale fosse soppresso dal regime fascista.

### La guerra libica
Il 1911 fu l'anno della guerra di Libia e il Partito socialista, nella sua maggioranza, prese una posizione nettamente contraria all'impresa. L'Avanti ! fu in prima linea nella battaglia anti-colonialista e le vignette di Scalarini colpirono i personaggi simbolo di quella guerra. Egli ha lasciato alcune note che ne delineano i tratti caratteristici della «banda libica», della quale fanno parte «il capitalista, il militare, il fornitore, il nazionalista, il socialista di guerra (riformista), la dama della Croce Rossa, lo studentello, il prete di guerra».
Nelle sue vignette il capitalista, che è «il capo della banda», ha una gran pancia, da sotto la giacca gli pendono grimaldelli e rosari, le dita ad artiglio cariche di anelli stringono «il gruzzolo» e sulla sua cassaforte «si legge talvolta: Patria».
Il militare, con l'occhialino e il frustino, ha i baffi all'insù, l'uniforme attillata, piena di nastrini e distintivi, «tra i quali una forca», e un arabo impiccato gli pende dall'impugnatura della sciabola. Anche il nazionalista ha il monocolo, con la marsina e una margherita all'occhiello. Porta uno spadone di legno e ha le scarpe rotte. A volte «veste da pagliaccio».
Il prete di guerra, «nato dall'incrocio di un prete con un caporale», indossa un'uniforme militare nera con berretta munita di piume da bersagliere. Il suo fucile ha un cero acceso infilato nella canna. La sciabola ha un'elsa a forma di croce, su cui è inciso Tripoli laudamus. A volte «ha il gruzzolo del Banco di Roma appeso al crocefisso».
Il socialista che appoggia la guerra, il «socialtripolista», veste l'uniforme coloniale con casco ornato di garofani rossi e «sciabolone con su il motto di Marx». È mutilato del braccio sinistro. A volte veste l'abito del cortigiano, con lo spadino. Lo «studentello» indossa i calzoncini e porta «poppatoio, sillabario, palloncino e bandierina».

Carolina Pozzi e Giuseppe Scalarini con le figlie Francesca, Claudina, Rainera e Virginia. Milano, 1918

Contemporaneamente, Eugenio Guarino, il corrispondente di guerra dell'Avanti !, denunciava l'impreparazione diplomatica e militare dell'impresa coloniale, i «loschi interessi commerciali e bancari», le rappresaglie sulla popolazione libica e le esecuzioni sommarie.
I disegni di Scalarini sulla guerra libica vennero raccolti alla fine del 1912 nel volume La Guerra nella caricatura. Con il XIII Congresso socialista, tenuto a Reggio Emilia in luglio, la maggioranza della direzione politica del Partito passò alla corrente rivoluzionaria, mentre quella riformista pagò l'appoggio al governo Giolitti, che aveva voluto la guerra, con l'espulsione di Bissolati, Bonomi e Cabrini. Mussolini divenne il nuovo direttore dell'Avanti !. Il 6 gennaio 1913, a Roccagorga, la truppa disperse a fucilate una manifestazione di contadini. Furono uccisi sette dimostranti, tra i quali due donne e un bambino, e altri quaranta rimasero feriti. Il giornale commentò la strage con un violento articolo di Mussolini, L'assassinio di Stato e Scalarini le dedicò diverse vignette. In una di esse, un cane che leccava il sangue sparso dai militari riceveva dalle autorità una medaglia al valore, in un'altra, «un turco portava la civiltà a Roccagorga: acqua, tende, sapone, medicinali, strade».
Denunciato, insieme con Mussolini e altri tre giornalisti dell'Avanti !, per «vilipendio delle forze armate», Scalarini scrisse una lettera aperta al presidente del tribunale, dicendo di non capire perché lo chiamassero in Corte d'Assise: «Forse per la Libia? Forse per le forniture militari? Forse per le forche? Forse per gli eccidi?». Erano stati «i patrioti, non noi» - scriveva - «a infilzare i bambini con le baionette [...] a impiccare gli arabi che avevano difeso il loro paese [...] a riempire d'acqua i buoi delle forniture perché pesassero di più, e a fabbricare le scarpe con le suole di cartone; sono stati loro a rubare nei Ministeri, nelle banche, dappertutto». Al processo, celebrato nel marzo del 1914, furono tutti assolti.

### La Grande guerra e il fascismo
Quando iniziò la prima guerra mondiale, Mussolini scrisse sull'Avanti ! l'articolo Abbasso la guerra !. Era il 26 luglio 1914 e già il 15 novembre usciva il giornale interventista Il Popolo d'Italia diretto dall'ex-direttore del quotidiano socialista. Il 24 novembre Mussolini fu espulso dal Partito socialista e Scalarini preparò la vignetta Giuda, con un Mussolini, armato di pugnale e con il denaro del tradimento, che si avvicina silenziosamente per colpire Cristo (il socialismo) alle spalle.
Nel 1915 anche l'Italia entrò in guerra e il Partito socialista scelse la linea della neutralità nel motto Né aderire né sabotare. Scalarini denunciò gli orrori del conflitto, del militarismo e del nazionalismo, gli arricchimenti illeciti dei fornitori, il clero benedicente le armi, le menzogne della stampa e la censura del governo, il tradimento di quei socialisti che la guerra la vollero e la difesero. Su tutti, i re che «hanno consumato il delitto», e «il mandante principale, il capitalismo».
A guerra finita, la vignetta Il carro della Vittoria, pubblicata il 1º agosto 1919, riassunse il risultato dei quattro anni trascorsi. L'Italia della vittoria è seduta in una carrozzella d'invalido, è cieca e sorda, ha gambe e braccia artificiali. In grembo ha una corona di fiori per i 507 193 morti, e le sue ali sono formate da fasci di stampelle, tra le quali sono inserite le altre cifre della «vittoria»: 984 000 feriti, 120 000 invalidi, 74 620 mutilati, 26 000 tisici, 23 000 ciechi, 3 260 muti, 6 740 sordi, 4 060 pazzi, 19 600 neuropatici.

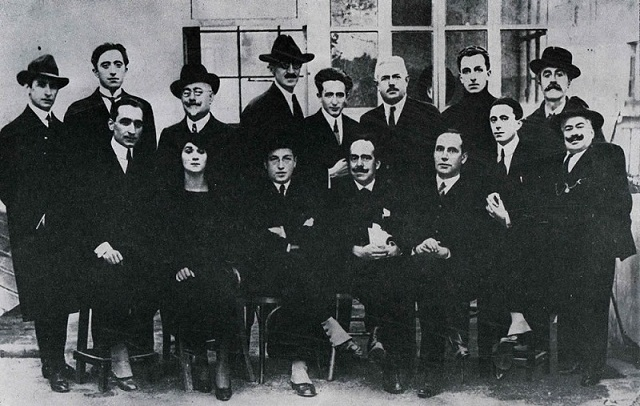
La redazione dell'Avanti! a Milano nel 1921. Scalarini è il primo in alto a destra, davanti al quale, seduto, c'è Giuseppe Romita. Il primo seduto a sinistra accanto alla segretaria Fasano è Guido Mazzali. Il terzo seduto da sinistra, con le ghette, è Pietro Nenni, al cui fianco, con baffi e occhiali, è Walter Mocchi.

Il dopoguerra vide la nascita del fascismo: «Dopo che il medico Industriale e la levatrice Agraria gli ebbero fatto un'iniezione di spirito di violenza, ch'è un derivato dello spirito patriottico, il neonato lanciò il primo grido: "Morte al socialismo"» e si avviò - scrive Scalarini - «con la miccia e una bottiglia di benzina verso il giornale socialista, e gli diede fuoco». Il fascismo ebbe tanti padri - i fornitori di guerra, i generali Bava Beccaris e Graziani «il fucilatore», gli agrari - e per madre la guerra. Il suo disegno Il figlio della guerra, del 24 dicembre 1920, illustra tale concetto.
I fascisti incendiarono e distrussero la sede milanese dell'Avanti ! il 15 aprile 1919. Due anni dopo, il 28 ottobre 1921, fu la volta della nuova sede di via Settala. Tra molte difficoltà, il giornale continuò a uscire. Nel 1923, mentre si trovava in vacanza a Gavirate, anche Scalarini venne aggredito da una squadraccia fascista: gli venne somministrata la tipica punizione dell'olio di ricino e gli fu imposto di lasciare il paese. Dopo l'aggressione, Scalarini si rifugiò a Savona, e qualche giorno dopo i fascisti spararono alle finestre della casa di Gavirate, dove era rimasta la famiglia. Qualche tempo dopo, Scalarini e la sua famiglia si stabilirono a Travedona, presso Varese: anche qui i fascisti organizzarono una spedizione e Scalarini riuscì a salvarsi fuggendo nei boschi dei dintorni.
Ma «è con il delitto Matteotti che il vignettista trova la figura ideale capace di trascinare i lavoratori contro gli sfruttatori che si impinguano con il lavoro degli altri»:
(Il confinato. Diario illustrato di Giuseppe Scalarini, p. 113)
Con la dittatura mussoliniana, i giornali di opposizione, dopo un lungo periodo di continui sequestri, dovettero cessare le pubblicazioni. L'Avanti! fu soppresso il 31 ottobre 1926. Il giorno dopo un gruppo di fascisti si presentò nella casa milanese di Scalarini, in via Cadore 35, sfondò la porta e lo aggredì selvaggiamente. Portato all'ospedale, gli fu riscontrata una commozione cerebrale e la frattura della mandibola, che gli rimase deformata. Fu dimesso dopo quasi un mese di degenza e tre giorni dopo, il 1º dicembre, fu arrestato.

Scalarini con la figlia Francesca a Bucchianico, 23 dicembre 1940

Condannato a cinque anni di confino, dal carcere di San Vittore, il 10 dicembre, iniziò un lungo e lento viaggio: il 21 dicembre era a Lampedusa, successivamente fu trasferito a Ustica. Scalarini racconterà poi questo periodo della sua vita nel libro Le mie isole. Tra i compagni di detenzione vi furono i fratelli Rosselli, Guido Picelli, Bentivogli, che sarà ucciso dai fascisti nel 1945 a Bologna, Bordiga, Berti, Maffi, Massarenti, Parri, Romita, Terracini: «Berti insegnava la storia, Finetti e Leuritti il francese, Bordiga la matematica, Monaco la computisteria, Pinazza la stenografia, Ciccotti la chimica, Sdrebnich il tedesco, Romita la storia dell'arte, Sorgani teneva i corsi elementari per gli analfabeti».
Gli furono condonati due anni e lasciò Ustica il 7 novembre 1929. Rimase in libertà vigilata e con il divieto assoluto di pubblicazione di qualsiasi lavoro di qualunque genere. Fu così che un libro per bambini scritto e illustrato da Scalarini, Le avventure di Miglio, fu pubblicato dall'editore Vallardi nel 1933 sotto il nome della figlia Virginia Scalarini Chiabov. Scritto in quel periodo, ma tuttora inedito, è Matusalino, storia di una vita alla rovescia: il protagonista nasce vecchio e con gli anni torna in fasce.
Un mese dopo l'inizio dell'ultima avventura del fascismo, il 15 luglio 1940, il sessantasettenne Scalarini fu ancora arrestato a Gavirate per essere inviato al confino a Istonio, in provincia di Chieti. Qui si ritrovò con molti vecchi antifascisti, alcuni dei quali già suoi compagni di Ustica, e una trentina di sloveni. Il 19 ottobre ebbe un collasso e fu confinato nel vicino paese di Bucchianico, dove erano internati una decina di stranieri. Liberato il 23 dicembre 1940, poté ritornare dalla famiglia a Milano, sottoposto a sorveglianza speciale.

### Gli ultimi anni
Nel 1943 riuscì per caso a sfuggire all'arresto da parte della polizia della Repubblica di Salò. Fu colpito da due gravi lutti: nel 1943 morì la moglie Carolina e il 19 marzo 1945 Giuseppina, la figlia più giovane. A loro pensava di dedicare una scelta di suoi disegni, un progetto che non poté realizzare. Ricevette nel 1945, tramite Carlo Silvestri, un saluto dal suo persecutore, Mussolini. Scalarini commentò poi questo strano saluto: «La fiamma dell'odio si era spenta, ancor prima che si spegnesse in piazzale Loreto».
Finita la guerra e caduto il fascismo, Scalarini riprese a lavorare per l'Avanti!, ma non più con l'assiduità di un tempo. Era divenuto ancora più silenzioso e solitario, con il pensiero costante della figlia scomparsa. Di questo ultimo periodo rimane un suo disegno - icona realizzato dopo il Referendum del 2 giugno 1946 che, pubblicato su Codino rosso n. 19 nel 1946 lo ritroviamo, trent'anni dopo,  sul retro copertina della Storia della satira di Enrico Gianeri e Andrea Rauch: si tratta del disegno stilizzatissimo di una lunga scalinata in cima alla quale si intravede un dettaglio, composto dalle gambe di un trono e dagli stivali, di un re. Sotto la didascalia recita: «Dopo il due giugno - Non più nani in alto». Morì la mattina del 30 dicembre 1948. Le sue ultime parole furono: «Sono stanco, sono molto stanco». Riposa a Milano, al Campo K del Cimitero di Lambrate, nella tomba familiare 9-9A.

## L'opera
(Emilio Zanzi, Risorgimento Grafico, Milano, 1920)
Di Giuseppe Scalarini restano diverse migliaia di disegni, dei quali non molti furono però raccolti e ordinati in volume. Non fu soltanto disegnatore politico e satirico, ma anche illustratore di libri per l'infanzia. Una sua raccolta di disegni è ospitata al Cremlino, presso il Museo della Rivoluzione.
Nel 1980 il libro Le avventure di Miglio esce nei Tascabili Bompiani, per la prima volta a nome del suo autore Giuseppe Scalarini.
Nel 2002 a cura di Antonio Mele 'Melanton', a Palazzo Sangallo in Tolentino, fu allestita la prima grande mostra antologica dedicata a Scalarini, con numerose opere originali fornite dagli eredi, e con uno speciale catalogo illustrato, sempre a cura di Melanton, che comprendeva una completa ed emozionante biografia dell'Artista mantovano. L'anno dopo Melanton presenta  80 disegni politici originali di Scalarini al Centro di Arte contemporanea patrocinato dal Comune di Comune di Umbertide

## Le avventure di Miglioin musica
Nel 2012 il portale Rai Educational Letteratura pubblica Miglio, una canzone di Massimo Presciutti, con alcuni dei numerosissimi disegni di Giuseppe Scalarini (fino a 5 per pagina su 178 pagine) che illustrano Le avventure di Miglio.